# Concurso Literario de La Felguera
El Concurso Literario de La Felguera es un certamen que se celebró desde 1950 hasta 1955 en la modalidad de poemas y desde 1956 al presente en la modalidad de relato breve o cuento (o Premio Internacional de Relatos Cortos «La Felguera»), siendo así el más antiguo de España y unos de los más prestigiosos en español, convocado por la Sociedad de Festejos y Cultura San Pedro de La Felguera (Asturias).

## El premio
Cada año los organizadores reciben cientos de originales de varias partes del mundo. Entre 2013  y 2014 se recibieron más de 3.400 relatos de más de 30 países y en 2020 1233 de 28 países diferentes, mientras que en 2022 se llegó a 33 países. El trofeo consta de las «Llaves de San Pedro», que se entregan en el pregón de las fiestas locales, y una importante dotación económica tras la deliberación de un jurado de expertos a puerta cerrada del cual han formado parte en su historia autores como Ángeles Caso y Dámaso Berenguer. El ganador de 2006, José J. Alfaro, definió al certamen como el "Nobel de los cuentos". El concurso ha sido objeto de tesis doctorales en Estados Unidos e Israel. Entre los ganadores de años anteriores se encuentran escritores como Luis Sepúlveda o Juan Jacinto Muñoz Rengel. En 2014 el certamen queda desierto por primera vez en su historia debido a que ninguno de los finalistas cumplía las bases.

## Ganadores

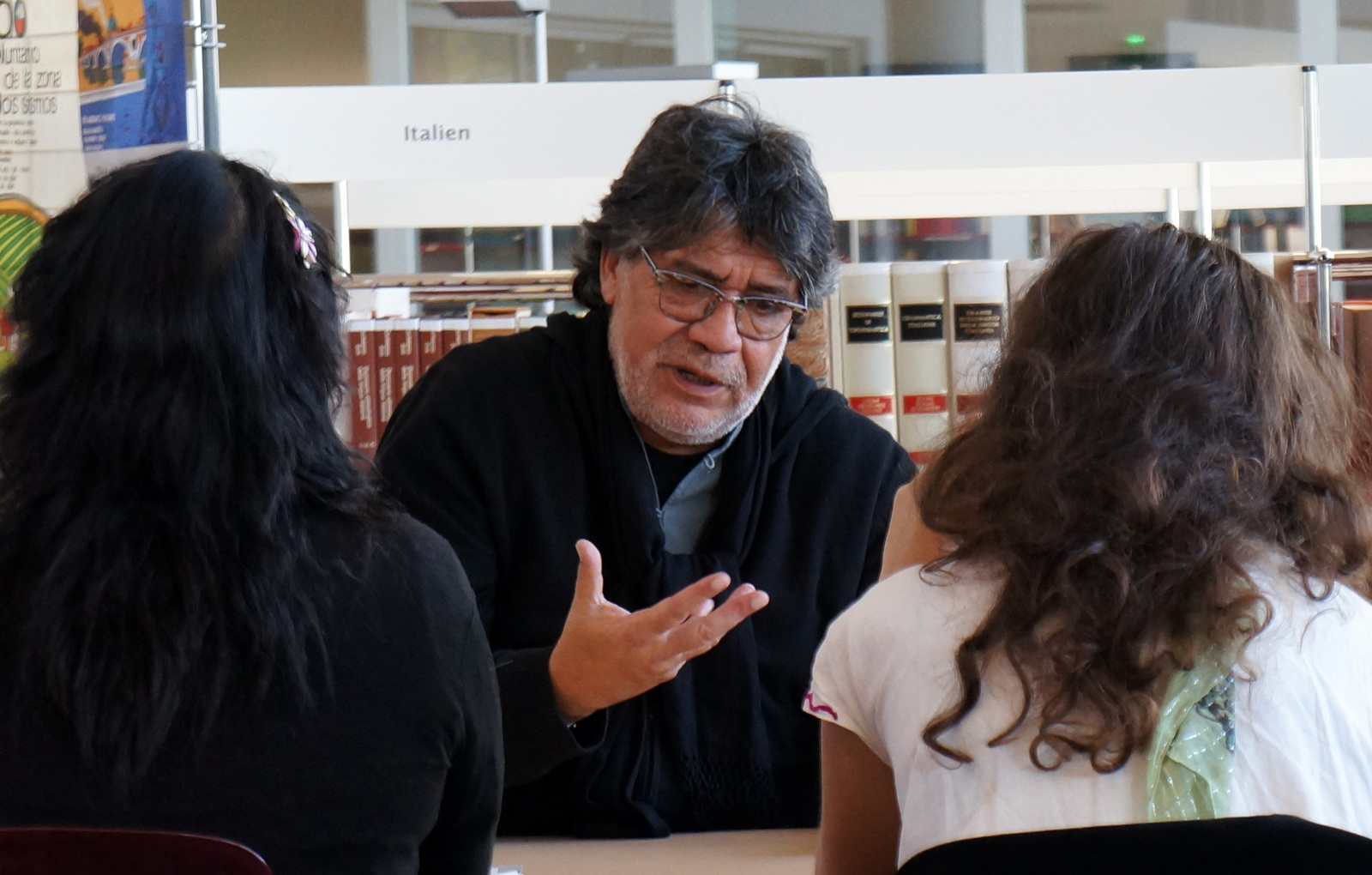
Luis Sepúlveda, ganador de 1990

| Año  | Título                               | Autor                            |
| ---- | ------------------------------------ | -------------------------------- |
| 1956 | Los Jueves, cita con los fantasmas   | Felipe Santullano                |
| 1957 | Sólo casó de blanco a la pequeña     | Ramón Zulaica                    |
| 1958 | Las tres hermanas                    | Luciano Castañón                 |
| 1959 | El trato                             | Mauro Muñiz                      |
| 1960 | El hombre del café                   | Eduardo G. Rico                  |
| 1961 | El vaso de agua                      | José Antonio Mases               |
| 1962 | La vagoneta                          | Mauro Muñiz                      |
| 1963 | El buen amanecer                     | José Luis Prado Nogueira         |
| 1964 | Acero                                | Venancio Ovies                   |
| 1965 | Un pedazo de vidrio de color verde   | Carlos Murciano                  |
| 1966 | La alcoba, simplemente               | José A. del Cañizo Perate        |
| 1967 | El surco en la sonrisa               | Fernando López Serrano           |
| 1968 | Quisicosas de Don General            | José Modellel Soriano            |
| 1969 | La tonta                             | Justo Merino Belmonte            |
| 1970 | González, retrato de un hombre       | Pilar Nervión                    |
| 1971 | Detrás de un alihustre o un envónimo | Ángel Palomino                   |
| 1972 | Penúltimo invierno                   | Rodrigo Rubio                    |
| 1973 | La corta                             | Manuel Lozano Garrido            |
| 1974 | Sombre este cadáver de ceniza        | Luis Fernández Roces             |
| 1975 | El último traje del Coronel          | Anastasio Fernández Sanjosé      |
| 1976 | Descenso a las quimeras              | Juan Gómez Saavedra              |
| 1977 | Materia de confesión                 | Alfonso Simón Pelegrí            |
| 1978 | Aturuxo, el vikingo                  | Ramón Eiroa                      |
| 1979 | Guárdame los sellos                  | Pedro Quintanilla Buev           |
| 1980 | Pequeña meditación                   | Elena Santiago                   |
| 1981 | Incidente en Atocha                  | José Ferrer Bermejo              |
| 1982 | ''Los encendios pámpanos             | Carlos Sánchez Pinto             |
| 1983 | ElValet de hojalata                  | Maximiliano Mariotti             |
| 1984 | El hombre y el toro                  | Enrique Sánchez y Pascual        |
| 1985 | Vuelo oculto                         | Salvador García Jiménez          |
| 1986 | Quiliceros queridos                  | Jorge González Aranguren         |
| 1987 | Voz sin eco                          | Gonzalo Martínez Simarro         |
| 1988 | Nido                                 | José Luis Carrasco               |
| 1989 | La plaga                             | Migel Lizando Martínez           |
| 1990 | Desencuentro al otro lado del tiempo | Luis Sepúlveda                   |
| 1991 | Seychelles                           | Ramón Muñoz-Chapulí              |
| 1992 | Madre para amar                      | Inés Fernández Moreno            |
| 1993 | Último silencio                      | Eugenio Fuentes Pulido           |
| 1994 | El hombre que felicitóal presidente  | José Antonio Illanes Fernández   |
| 1995 | El hombre que perdió los números     | José María Latorre Macarrón      |
| 1996 | Rex Angelorum                        | Manuel Jurado López              |
| 1997 | Fado impostor                        | Ignacio Cinto García             |
| 1998 | Una cuestión personal                | Pilar Navarrete Hernández        |
| 1999 | El umbral                            | Marcelo Simonetti Ugarte         |
| 2000 | El necrófil                          | Juan Cánovas Ortea               |
| 2001 | Deutsches Requiem                    | Ricardo Gómez Gil                |
| 2002 | Reencuentro                          | M. Francisco Rodríguez           |
| 2003 | Los Habituales de la brioche         | Juan Jacinto Muñoz Rengel        |
| 2004 | Leningrado tiene setecientos puentes | Mar Sancho                       |
| 2005 | La tejedora de muertos               | Rosa Gladys Ruiz de Azúa Aracama |
| 2006 | Al que Vd. quiera                    | José Javier Alfaro Calvo         |
| 2007 | El escrúpulo místico                 | Miguel Sánchez Robles            |
| 2008 | La sangre del violín                 | María Luisa del Romero           |
| 2009 | El sueño del monstruo                | Juan Jacinto Muñoz Rengel        |
| 2010 | Aleluya                              | José Adolfo Muñoz Palancas       |
| 2011 | Una moneda de cobre                  | Ángel Fernández                  |
| 2012 | El infinito y mucho más              | Dolores Marín                    |
| 2013 | Es pecado matar a un ruiseñor        | María Isabel Andreu              |
| 2014 | Desierto                             | Desierto                         |
| 2015 | La buena hija                        | Elena Alonso Frayle              |
| 2016 | La cámara de Kirlian                 | José Antonio Antequera           |
| 2017 | Cangrejos ermitaños                  | Miguel Álngel Ortega             |
| 2018 | El gen del verdugo                   | Alberto Echavarría               |
| 2019 | Un lugar profundo del corazón        | Manuel Ramón Moya                |
| 2020 | La ventana                           | Carlos Guido Arch                |
| 2021 | Migración                            | Gabriel Díaz Cuesta              |
| 2022 | Íncubo                               | Rafael Novoa                     |
| Año  | Título                                 | Autor                      |
| ---- | -------------------------------------- | -------------------------- |
| 1950 | Exaltación al trabajo                  | V. Eugenio Hernández Vista |
| 1951 | Espíritu y laboriosidad de La Felguera | D. Jacinto Maestre         |
| 1952 | Himno al trabajo                       | D. Lorenzo Guardiola Tomas |
| 1953 | Fervor de Asturias                     | Dña. Ángeles Villarta      |
| 1954 | El Mensaje de las Cumbres              | D. Joaquín A. Bonet        |
| 1955 | Picos de Europa                        | D. Luis López Anglade      |